# 1970년 아시안 게임
제6회 아시안 게임은 아시아 올림픽 평의회(AGF) 주관으로 1970년 12월 9일부터 12월 20일까지 태국 방콕에서 열렸다. 아시아 18개국이 참가하였으며, 참가 선수는 약 2,400명이다.

## 유치 신청 도시
아시아 경기 연맹(AGF) 총회는 1966년 아시안 게임이 진행 중이던 1966년 12월 15일에 태국 방콕에서 열린 대한민국 서울을 1970년 아시안 게임 개최 도시로 선정했다. 실론(현재의 스리랑카)도 유치 신청에 나섰지만 철회했다. 그러나 대한체육회, 대한올림픽위원회, 대한민국 정부, 서울특별시가 1970년 아시안 게임을 서울에서 개최할 것인가를 놓고 갈등을 빚게 되면서 서울 개최가 무산될 위기에 처했다. 게다가 박정희 정권은 당시 조선민주주의인민공화국(북한)의 대남 무력 도발 위협 격퇴를 위한 국가 안보의 강화 및 경제 발전을 최우선 과제로 삼고 있었다. 또한 대회에 사용될 경기 시설 확충과 대회 준비에 필요한 예산 확보에 막대한 비용이 든다는 문제점이 제기되었고 몇몇 사회주의 국가들이 정치적인 이유로 서울에서 개최될 아시안 게임에 불참할 수 있다는 우려가 제기되었다. 결국 대한올림픽위원회는 1968년 3월 22일에 열린 상임위원회를 통해 서울이 갖고 있던 1970년 아시안 게임 개최권을 반납하기로 결의했다. 서울은 나중에 1986년 아시안 게임을 개최하게 된다.
아시아 경기 연맹은 일본 측에 1970년 아시안 게임을 대신 개최할 것을 제안했지만 일본은 대회 개최 시기가 오사카에서 개최된 1970년 세계 박람회와 중복된다는 이유로 거절했다. 이에 따라 아시아 경기 연맹은 1968년 5월 1일에 열린 집행위원회 회의를 통해 대한민국 서울의 1970년 아시안 게임 개최권 반납을 승인하는 한편 1966년 아시안 게임을 개최했던 태국에서 1970년 아시안 게임을 개최할 것을 권고했다. 태국 정부는 대회 준비에 필요한 예산을 아시아 경기 연맹 회원국들의 기부금으로 충당하는 조건으로 1970년 아시안 게임을 태국에서 개최하는 안건을 승인했다. 아시아 경기 연맹은 1968년 10월 14일에 멕시코 멕시코시티에서 열린 총회에서 태국 방콕을 1970년 아시안 게임 개최 도시로 선정했다.

## 경기 종목
- 농구
- 레슬링
- 배구
- 배드민턴
- 복싱
- 사격
- 사이클
- 수영
- 수구
- 요트
- 역도
- 육상
- 축구
- 필드하키

## 참가국
총 20개국이 참가하였다. 라오스, 아프가니스탄은 선수를 파견하지 않고 임원만 파견했다.
| - 네팔 - 대한민국 - 말레이시아 - 버마 - 베트남 공화국 - 실론 - 싱가포르 - 이란 - 이스라엘 | - 인도 - 인도네시아 - 일본 - 중화민국 - 크메르 공화국 - 태국 (개최국) - 파키스탄 - 필리핀 - 홍콩 |

다음 국가는 선수단이 참가하지 않았고, 임원만 파견하였다.
- 라오스
- 아프가니스탄

## 메달 집계
| 순위 | 국가          | 금메달 | 은메달 | 동메달 | 합계 |
| ---- | ------------- | ------ | ------ | ------ | ---- |
| 1    | 일본          | 74     | 47     | 23     | 144  |
| 2    | 대한민국      | 18     | 13     | 23     | 54   |
| 3    | 태국          | 9      | 17     | 13     | 39   |
| 4    | 인도네시아    | 9      | 7      | 7      | 23   |
| 5    | 인도          | 6      | 9      | 10     | 25   |
| 6    | 이스라엘      | 6      | 6      | 5      | 17   |
| 7    | 말레이시아    | 5      | 1      | 7      | 13   |
| 8    | 버마          | 3      | 2      | 7      | 12   |
| 9    | 이란          | 2      | 5      | 17     | 24   |
| 10   | 실론          | 2      | 2      | 0      | 4    |
| 11   | 필리핀        | 1      | 9      | 12     | 22   |
| 12   | 중화민국      | 1      | 5      | 12     | 18   |
| 13   | 파키스탄      | 1      | 2      | 7      | 10   |
| 14   | 싱가포르      | 0      | 6      | 9      | 15   |
| 15   | 크메르 공화국 | 0      | 2      | 3      | 5    |
| 16   | 베트남 공화국 | 0      | 0      | 2      | 2    |
| 합계 | 합계          | 137    | 133    | 157    | 427  |

## 대회 이모저모
- 요트가 처음으로 정식 종목으로 채택되었다.
- 조오련 선수가 수영 자유형 400m와 1500m에서 금메달을 획득하였다.
- 대한민국 남자 농구가 대회 사상 처음으로 우승하였다.